# مسجد الحصن
بني مسجد الحصن في الأعوام بين 717 و720 من قبل الخليفة الأموي عمر بن عبد العزيز. تدمر المسجد بعد ذلك بحوالي 120 سنة في عهد المعتصم بالله.